# The 5.6.7.8's
The 5.6.7.8's（ザ・ファイブ・シックス・セブン・エイツ）は、日本のガールズバンド。通称はゴロッパチ。

## 概要
1986年に東京で結成。現在はYoshiko Fujiyama (ギター&リードボーカル)、Sachiko (ドラム)、Chellio Panther Omo (ベース)の女性3人組で活動。元々はイカ天出身バンドで、当初から海外進出を視野に入れた活動を行なっていたが、アメリカ映画『キル・ビル Vol.1』に出演したことにより、国際的な人気を不動のものにした。 
1950年代、1960年代、1970年代、および1980年代のロックを演奏するというのがコンセプトで、そこからこのようなバンド名となった。アメリカのサーフ・ミュージックとガレージロックを思わせる音楽性を持ち、それらアメリカンロックのカバーも行う。

### 海外での活動
元ホワイト・ストライプスのジャック・ホワイトとは彼がバンドでブレイクする前から親交が深く、対バンはもちろん、ジャックが彼女たちの楽曲をカバーするほどの間柄。のちにジャック主催レーベルのサードマン・レコードより、過去作のリイシューと7インチシングルをリリースした。
また2003年公開のクエンティン・タランティーノ監督の映画『キル・ビル Vol.1』において、大立ち回りの舞台となる居酒屋で演奏するバンド役として出演したことで国際的な人気を獲得した。
2004年からは世界各地を巡るワールドツアーを開始。

## 略歴
- 1986年結成。当初はRONNIE“YOSHIKO”FUJIYAMA（ボーカル、ギター）、SACHIKO（ドラム）、RICO（ギター）、YOSHIE（ベース）の女性4人組バンドとして東京で活動を開始。初ライヴは渋谷の「屋根裏」というライブハウスだった。
- 1988年、ベーシストがYOSHIEからMIKAKOに交替。
- 1989年6月24日、TBSテレビの番組『三宅裕司のいかすバンド天国』に出場（エントリーナンバー2番）、演奏収録時にアメリカンバイクに乗って登場した。『モーターサイクル・ゴーゴーゴー』を演奏、ベストプレイヤー賞を受賞。同年、ファーストシングル「MOND GIRLS A GO-GO」を発売（同シングルには「モーターサイクル・ゴーゴーゴー」も収録）。このシングルが海外各地で評判となり、その後多くの国からオファーが舞い込み、世界的な活動をするきっかけとなる。
- 1990年、ベーシストが現メンバーでもあるOMO、ギタリストが唯一の男性メンバーであるEDDIEに交替。
- 1992年、オーストラリアで初の海外コンサートツアーを開始。この時にEDDIEが抜け、3人組バンドになる。
- 1994年、初のアメリカツアーを行う。
- 1995年、ギタリストとしてAYAが加入（後に脱退）。
- 1996年、結成10周年記念として初のワンマンライヴを実施。ベーシストがOMOからYAMAに交替。
- 1998年、アメリカ、オーストラリアの他、ニュージーランド、ヨーロッパで初のツアーを行う。
- 2002年、アメリカ映画『キル・ビル Vol.1』で、劇中で演奏するバンドの役として出演。同じ年、『BIG JAPAN TOUR』と称した日本国内のツアーの他、中国でコンサートを行う。
- 2003年、OMOがベーシストとして復帰。
- 2004年、『WORLD TOUR』として長期間、世界各地でのコンサートを行う。

## メンバー
- RONNIE "YOSHIKO" FUJIYAMA（ボーカル、ギター）

結成当時からのメンバーで、SACHIKOとは実の姉妹。
- SACHIKO（ドラム）

結成当時からのメンバーで、YOSHIKOとは実の姉妹。
- Chellio Panther Omo（ベース）

1990年に加入。1996年に一時脱退するが、2003年から再加入している。

### 旧メンバー
- RICO（ギター）

結成メンバー。1990年脱退。
- EDDIE（ギター）

1990年から1992年まで参加。現在、MAD3所属。
- AYA（ギター）

1995年に加入、のちに脱退。
- YOSHIE（ベース）

結成メンバー。1988年脱退。
- MIKAKO（ベース）

1988年から1990年まで参加。
- YAMA（ベース）

1996年から2003年まで参加。